# Alcoentre
Alcoentre ist eine portugiesische Gemeinde (Freguesia) des Kreises Azambuja, im Distrikt Lissabon.

## Geschichte
Der Ort wurde während der maurischen Herrschaft gegründet, sein Name bedeutet auf Arabisch ‚kleine Brücke‘. Seine Stadtrechte (Verwaltungsrechte "foral") erhielt Alcoentre im Jahr 1147 von König D. Afonso Henriques.

## Verwaltung
In der Gemeinde Alcoentre liegen folgende Orte:
- Alcoentre
- Casais das Boiças
- Quebradas
- Tagarro

## Verkehr

### Fernstraßen
Die Nationalstraße 1 (EN1 oder auch N1), die die Kennzeichnung IC2 trägt, führt an Alcoentre vorbei. Über sie ist der Ort an die 12 km entfernte A15 (Auffahrt Rio Maior) angebunden. An die A1 ist der Ort über die Kreisstraße N366 und die 11 km entfernte Auffahrt Aveiras de Cima angeschlossen.

### Eisenbahn
Der nächste Bahnhof ist die Kreisstadt Azambuja und ihr Bahnhof der Strecke Linha do Norte, oder auch das 20 km entfernte Bombarral an der Linha do Oeste.

### Öffentlicher Nahverkehr
Der Kreis hält eine kostenlose Buslinie vor, die durch alle Gemeinden in die Kreisstadt führt. Darüber hinaus ist Alcoentre in das Nahverkehrsnetz (Bus) der Rodoviária do Tejo eingebunden.